# Wieger Mensonides
Wieger Mensonides   (la Haia, 12 de juliol de 1938) és un nedador neerlandès, ja retirat, especialista en braça, que va competir durant la dècada de 1960.
El 1960 va prendre part en els Jocs Olímpics d'Estiu de Roma, on va disputar dues proves del programa de natació. Guanyà la medalla de bronze en la prova dels 200 metres braça, mentre en els 4x100 metres estils fou vuitè. Quatre anys més tard, als Jocs de Tòquio, quedà eliminat en sèries en la prova dels 200 metres braça del programa de natació.
En el seu palmarès també destaca una medalla de bronze al Campionat d'Europa de natació de 1962, així com nou campionats nacionals entre 1959 i 1967, tres dels 100 metres braça i sis dels 200 metres braça.